# 亞歷山大·德克羅
亞歷山大·德克羅（荷蘭語：Alexander De Croo，荷蘭語發音：[aːlɛkˈsɑndər də ˈkroː]；1975年11月3日—） 是一名比利时弗拉芒自由派政治人物、經濟學者和商人，前比利時首相。
2012年起，他便成為開放弗拉芒自民黨在聯合政府內閣中的領頭人物，並因此兼任副首相之一。2020年，經過長達16個月的組閣談判，弗拉芒自民黨在內的七黨終於10月組成新聯合政府。由於俗稱「韋瓦第聯合政府」的成員囊括四種意識形態的政黨（即基督教民主主義、自由保守主義、社會民主主義和環保主義，也就像韋瓦第的樂曲《四季》），德克羅中庸的政治立場和荷語背景（前三任首相母語皆是法語）使他被認為能平衡各方分野，遂得以拜相。
他的父親赫尔曼·德克罗是前眾議院議長。
2024年比利时联邦选举后，德克羅及其政党惨败，德克羅因此在6月9日宣布辞职，10日生效，并担任看守首相直至新政府组成。

## 荣誉

### 比利时勋章奖章
- 利奥波德大军官勋章（2019年6月23日批准[5]）

### 外国勋章奖章
- 一等智者雅罗斯拉夫王公勋章（英语：Order of Prince Yaroslav the Wise）（乌克兰，2024年8月23日公布[6]）